# Speedway Grand Prix 2003
Speedway Grand Prix 2003, kördes över 9 omgångar i 7 länder. Dansken Nicki Pedersen tog sin första VM-titel.

## Delsegrare
| Datum        | Stad      | Vinnare          |
| ------------ | --------- | ---------------- |
| 17 maj       | Chorzów   | Tony Rickardsson |
| 31 maj       | Avesta    | Ryan Sullivan    |
| 14 juni      | Cardiff   | Nicki Pedersen   |
| 28 juni      | Köpenhamn | Jason Crump      |
| 12 juli      | Krško     | Leigh Adams      |
| 30 augusti   | Göteborg  | Ryan Sullivan    |
| 6 september  | Prag      | Jason Crump      |
| 20 september | Bydgoszcz | Tomasz Gollob    |
| 4 november   | Hamar     | Greg Hancock     |

## Slutställning
| Plats | Förare           | Poäng |
| ----- | ---------------- | ----- |
| 1     | Nicki Pedersen   | 152   |
| 2     | Jason Crump      | 144   |
| 3     | Tony Rickardsson | 127   |
| 4     | Leigh Adams      | 126   |
| 5     | Greg Hancock     | 121   |
| 6     | Tomasz Gollob    | 111   |
| 7     | Scott Nicholls   | 102   |
| 8     | Rune Holta       | 98    |
| 9     | Ryan Sullivan    | 94    |
| 10    | Andreas Jonsson  | 76    |